# Gemeiner Schwefelporling

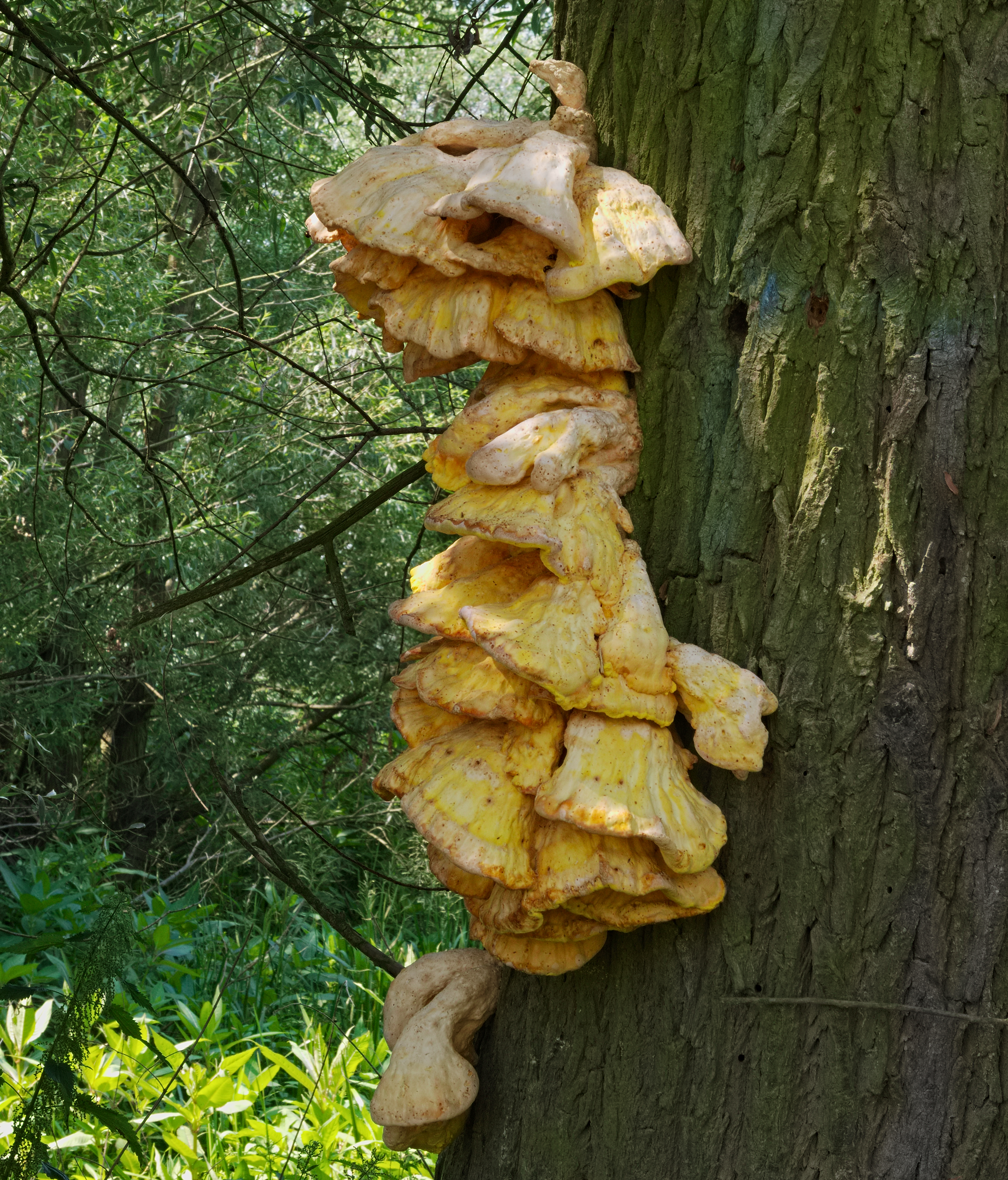
Gemeiner Schwefelporling – bereits weit „überständige“ Sammelfruchtkörper, hervorgetreten aus einem wohl schon vor vielen Jahren befallenen Laubbaum-Stamm

Der Gemeine Schwefelporling (Laetiporus sulphureus) ist eine Pilzart aus der Familie der Stielporlingsverwandten. Die Art wurde früher in die eigene Familie der Schwefelporlingsverwandten (Laetiporaceae) gestellt. Junge, saftige Exemplare dieses Porlings sind essbar und schmecken gegart nach Hühnchen. Das hat dem Pilz im englischen Sprachraum den Namen „Chicken of the woods“ eingebracht.

## Merkmale

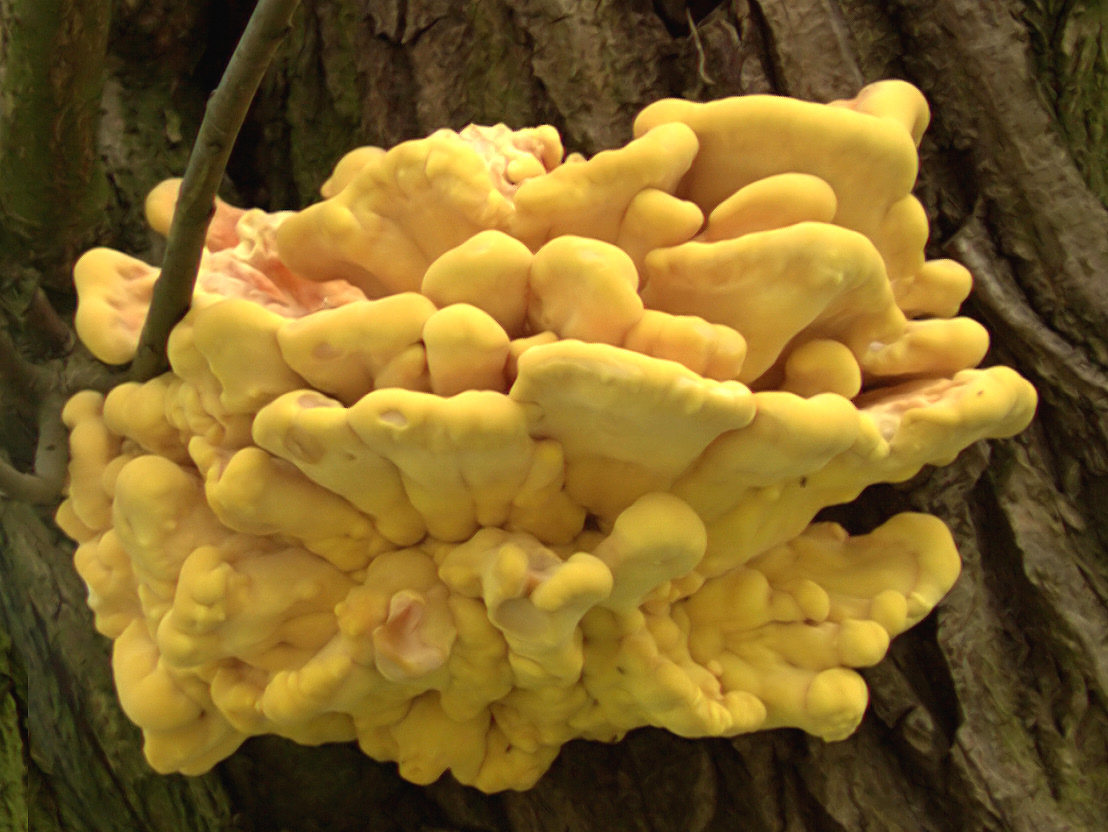
Junger, saftiger „Sammelfruchtkörper“ des Gemeinen Schwefelporlings aus dem Stamm einer Robinie

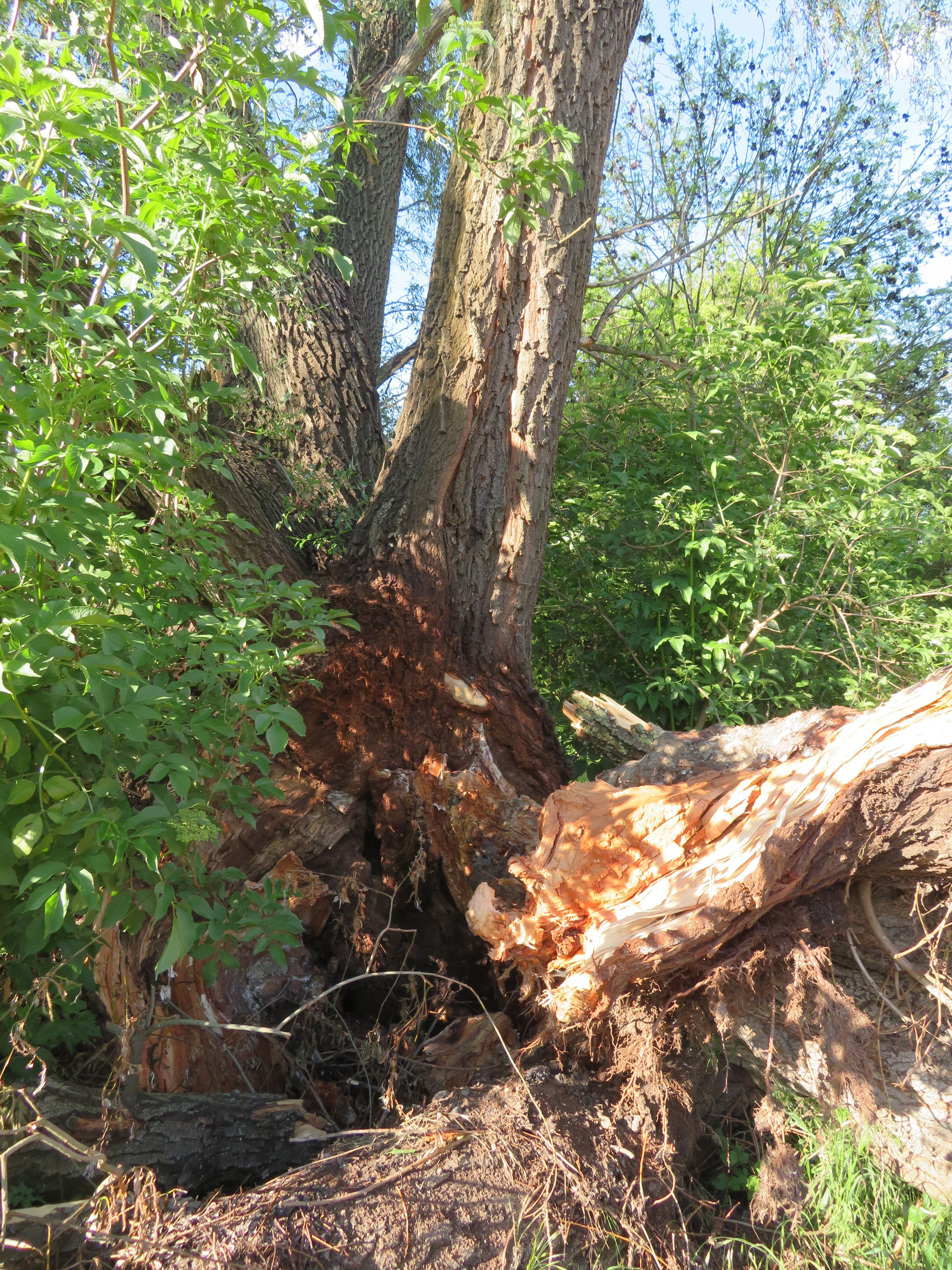
Vom Schwefelporling befallene Weide, deren morsch gewordener Stamm auseinandergebrochen ist.

Die vielhütigen, häufig sehr großen und auffälligen Konsolen haben leuchtend schwefelgelbe bis orange Farben und wachsen häufig in größeren Höhen an Baumstämmen. Die Hüte sind flach und meist fächerartig ausgebreitet. Die Oberfläche ist samtig behaart, der Rand ist heruntergebogen und häufig gezont. Die lebhaft schwefelgelb gefärbte Unterseite ist porig und wellig, die Poren sind unregelmäßig rund oder etwas länglich ausgezogen, pro Millimeter stehen 3–5 Poren. Auf der Fruchtkörperunterseite werden häufig Guttationstropfen gebildet. Die Röhren sind etwa 5 mm lang, die Röhrenschicht lässt sich nicht ablösen. Frische Exemplare sind saftig und weich, ältere werden spröde und kreide- oder käseartig.

### Pigmentierung der Fruchtkörper
Die leuchtend schwefelgelbe bis orange Färbung ist ein typisches Kennzeichen der Fruchtkörper von Laetiporus sulphureus. Diese auffällige Pigmentierung wird durch eine Mischung aus verschiedenen Polyenen verursacht, die in unterschiedlichen Anteilen vertreten sind und nicht zu der Gruppe der Carotinoide gehören.
Als Hauptpigmente sind die Laetiporsäure A1, C27H32O4, und ihr Derivat 2-Dehydro-3-desoxy-laetiporsäure A2 beschrieben worden. Hierbei handelt es sich um lange lineare nicht-terpenoide Polyene mit einer Kohlenstoffkette aus 26 C-Atomen (C26) sowie einer chromophoren Gruppe mit bis zu zehn konjugierten Doppelbindungen (Dacaene) in cis-Konformation.

## Ökologie

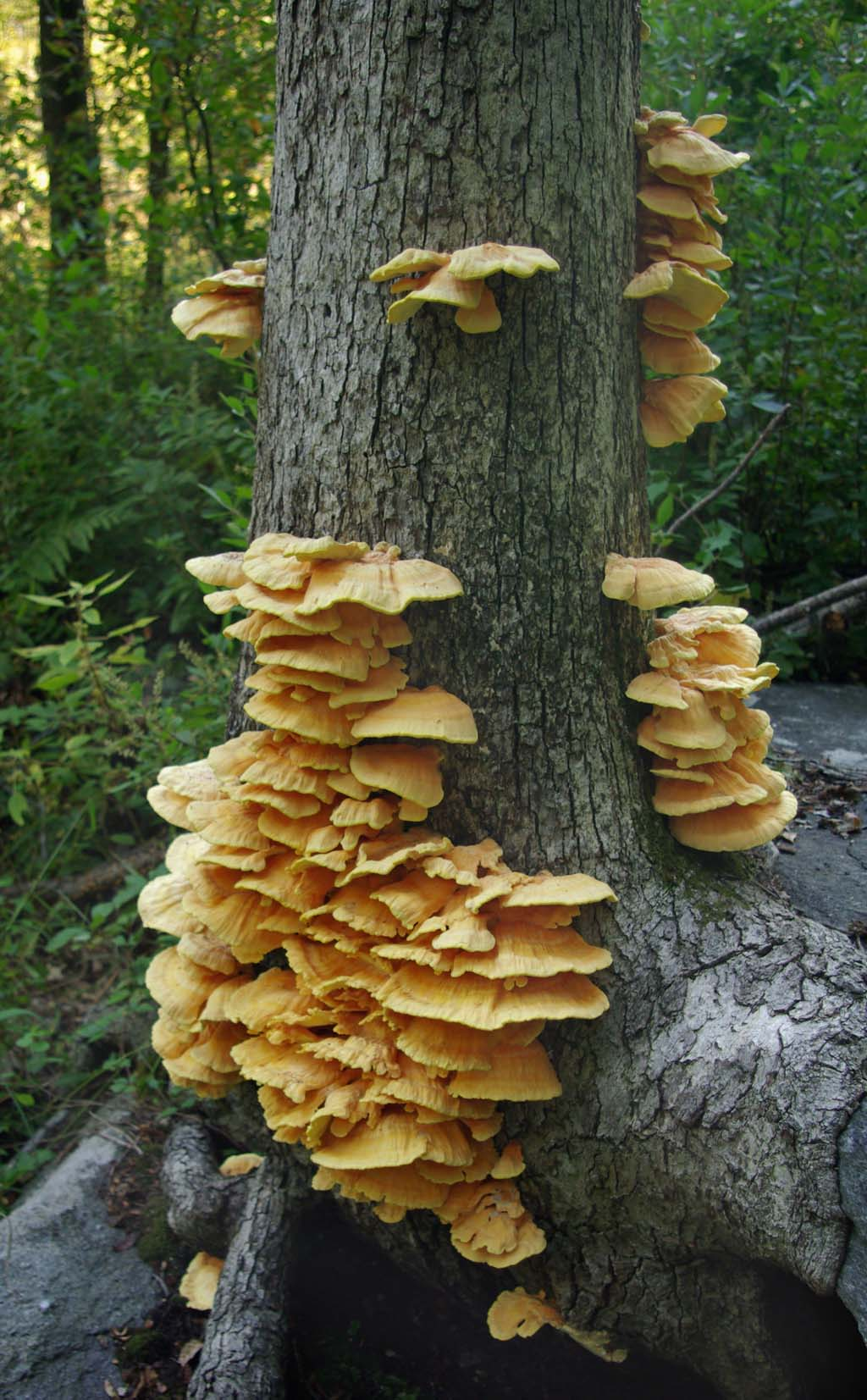
Der Gemeine Schwefelporling wächst aus massiven Stämmen von Laubhölzern heraus.

Der Gemeine Schwefelporling ist ein Parasit, dessen Myzel bevorzugt in Laubbäumen, seltener in Nadelbäumen und im Ginkgo vorkommt. Er erzeugt im Holz eine auffällige Braunfäule. Als Substrat bevorzugt er Laubhölzer mit Farbkern. Er kann Eichen, Robinien, Prunus-Arten, Pappeln und Weiden befallen; in Mitteleuropa werden seltener und eher in höheren Lagen Nadelbäume (Lärche) besiedelt. In Zentralasien parasitiert dieser Pilz nach Dörfelt vorwiegend in Lärchen-Arten; auch in Nordamerika werden Koniferen befallen. Der Schwefelporling kann auch weitere Laubgehölze besiedeln. Oft weisen die befallenen Bäume Eintrittspforten für die Sporen in Form größerer Verletzungen der schützenden Borke auf. Denn der Pilz dringt über Wunden in den Baum ein. Im Stamm ernährt er sich zunächst vom Abbau des Kernholzes. Im weiteren Verlauf wird auch das Splintholz befallen, was zu erhöhter Windbruchanfälligkeit der Wirtsbäume führt. In den Schwundrissen werden dicke weißliche Myzel-Lappen gebildet: „Myzelleder“. Er kann nach Absterben des Wirtes noch kurze Zeit als Saprobiont weiterleben, bis der durchfeuchtete Teil des Substrats vollständig verbraucht ist. Natürlich kommt der Schwefelporling in Auwäldern und in feuchteren Eichen-Mischwäldern vor. Darüber hinaus wird er in anderen Waldtypen, Obstplantagen, Parks und an Straßenbäumen gefunden.

## Verbreitung
Der Schwefelporling wurde auf allen Kontinenten nachgewiesen, in der Holarktis ist er vor allem in wärmeren und gemäßigten Gebieten verbreitet. Das europäische Verbreitungsgebiet entspricht nach Krieglsteiner dem der Eiche. In Deutschland ist er relativ dicht verbreitet.

## Bedeutung

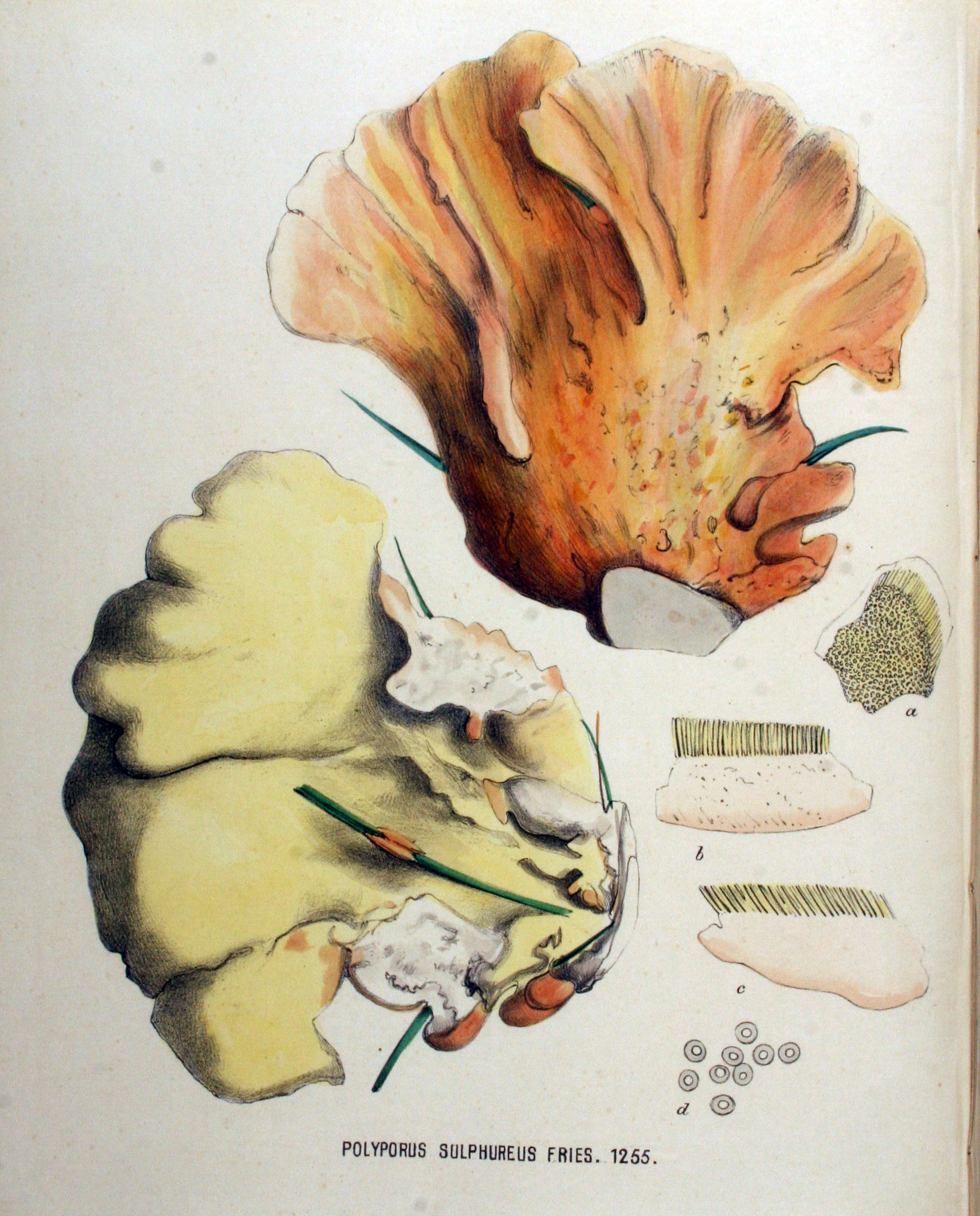
Farbtafel des Gemeinen Schwefelporlings aus Jan Kops’ Flora Batava, Band 16

Der Schwefelporling ist ein Parasit, der vorwiegend alte Laubbäume und Koniferen in Wäldern und Parkanlagen befällt und intensive  Braunfäule verursacht. Durch diesen Befall wird die Stand- und Bruchfestigkeit befallener Bäume stark vermindert und es kann zum Absterben der Bäume kommen. Bei Robinien ist der Schaden häufig auf den Stamm begrenzt.
Nach einem alten volkstümlichen Brauch lassen sich lästige Fliegen und Mücken durch getrocknetes und geräuchertes Fruchtfleisch von Laetiporus sulphureus vertreiben. Verantwortlich für diese insektizide Wirkung sind Lektine.

## Speisewert
Der Pilz ist nur im sehr jungen Zustand gegart essbar. Es sollten dabei nur die 4 cm des Außensaums verwendet werden, denn er wird schnell zäh und geschmacklos. In Thailand, Nordamerika und Japan gilt der gemeine Schwefelporling aufgrund seines besonderen Geschmacks nach Krabbe oder Hühnerfleisch als Delikatesse. In der veganen Küche ist er daher sehr beliebt. Roh ist der Schwefelporling ungenießbar. Noch nicht abschließend geklärt ist, ob der Pilz bei Wachstum an einem giftigen Baum Giftstoffe von diesem aufnehmen kann, beispielsweise Taxin von Eiben. Es gibt Beobachtungen, dass Schwefelporlinge, die z. B. an Eiben oder Robinien gewachsen sind, bei empfindlichen Personen Erbrechen und Durchfälle auslösen können. Auch der Geschmack kann von den Wirtsbäumen beeinträchtigt werden. An Eichen wachsende Schwefelporlinge können durch deren Gerbsäure manchmal „etwas herb“ schmecken.

### Inhaltsstoffe
Der Wassergehalt in den Fruchtkörpern schwankt zwischen 72,69 % und 66,67 %, abhängig von der jeweiligen Temperatur und der relativen Luftfeuchtigkeit während der Wachstumsphase. Das aromatische Fruchtfleisch von L. sulphureus ist reich an Kohlenhydraten wie Trehalose, Mannitol und Fructose. Außerdem sind die freien Aminosäuren Histidin, Isoleucin, Leucin, Lysin, Methionin und Threonin, die Vitamine Vitamin B7, Vitamin B3, Vitamin B12 und Vitamin B5, Vitamin E und Vitamin D enthalten. Als ungesättigte Fettsäuren kommen Linolsäure mit 63,27 % und Ölsäure mit 14,52 % neben der gesättigten Fettsäure Palmitinsäure mit 14,52 % vor. Weitere Fettsäuren liegen in deutlich geringeren Mengen vor. Wichtige organische Säuren sind Äpfelsäure, Zitronensäure, Ascorbinsäure, Weinsäure, Malonsäure, Bernsteinsäure, Oxalsäure, Fumarsäure und Quinolinsäure.
Neben den allgemeinen Nährstoffen sind im Fruchtfleisch Spurenelemente, sekundäre bioaktive Substanzen, z. B. Phenole, Triterpene, Lektine, polyene Pigmente, Laetiporsäuren, das Depsipeptid Beauvericin sowie Melanine und Naphthalin-Derivate enthalten.

## Medizinische Aspekte
Historisch wurde L. sulphureus aufgrund seiner vielen pharmakologischen Eigenschaften in der traditionellen asiatischen und europäischen Volksmedizin zur Behandlung von entzündlichen Erkrankungen, Husten, Magenkrebs, Magen-Darm-Erkrankungen, Herz-Kreislauf-Erkrankungen und Rheuma angewendet.
Substanzen mit hohem antioxidativen Potential sind die Oxalsäure, das Polysaccharid Laetiporan A, Linolsäure, Flavonoide und weitere phenolische Verbindungen.
Kulturstämme zeigen ein breites Spektrum antimikrobieller Aktivitäten gegen eine Vielzahl humanpathogener gram-negativer und gram-positiver Erreger und gegen den Methicillin-resistenten Staphylococcus aureus. Beauvericin besitzt antimikrobielle und insektizide Wirkungen.  Antimykotische Wirkungen konnten gegen Candida albicans, Aspergillus niger, Botrytis cinerea, Penicillium gladioli und Sclerotinia sclerotiorum nachgewiesen werden.
Verschiedene Substanzen haben apoptotische und antitumorale Wirkungen. Die Triterpene und die Flavonoide wie Egonol und Demethoxyegonol haben neben den antioxidativen auch zytotoxische Wirkungen. (±)-Laetirobin inhibiert speziell die Teilung von Krebszellen. Lektine hemmen die Proteinbiosynthese von Lungen- und Brustkrebszellen.